# Ludwig Freund (Zoologe)
Ludwig Freund (* 19. Juni 1878 in Postelberg, Böhmen (heute Postoloprty); † 5. November 1953 in Halle (Saale)) war ein österreichischer Zoologe.

## Leben
Der Sohn eines Glasermeisters besuchte in Prag zunächst eine Grundschule, dann ein deutsches Staatsgymnasium. Nach seiner Reifeprüfung 1896 studierte er an der Universität Prag Medizin, Naturwissenschaften und Philosophie. Er war Mitglied der paritätischen Burschenschaft Ostmark Prag im Burschenbunds-Convent. 1898 wurde er in Prag als Assistent am Institut für Zoologie eingestellt, 1901 zum Doktor phil. promoviert und wechselte 1904 an das tierärztliche Institut.
Nach der Habilitation für Zoologie 1909 wurde Freund im Ersten Weltkrieg Institutsleiter als Vertretung für
Hermann Dexler (1866–1931). 1923 schließlich wurde er zum Professor ernannt. 1931 erhielt er nach Dexlers Tod die Leitung des Instituts für Tierarztwesen und auch die außeretatmäßige außerordentliche Professur. Zwei Jahre darauf schließlich wurde er etatmäßiger außerordentlicher Professor am Zoologischen Institut. Dort sollte er auch Direktor werden, dies wurde aber wegen seiner jüdischen Herkunft verhindert. 1939 wurde er deswegen beurlaubigt.
Im Jahr 1940 musste Freund seine Professur und Institutsdirektor abgeben, da seine Vorfahren jüdischen Glaubens waren. Auch musste er seine Bibliothek und seine wissenschaftlichen Sammlungen abgeben. 1943 wurde er für vier Wochen in ein Prager Polizeigefängnis inhaftiert, obwohl er sich bisher unpolitisch gezeigt hatte.
1945 geriet Freund schließlich in das Konzentrationslager Theresienstadt geführt. Am 16. Mai kam er nach neunwöchiger Haft frei, konnte allerdings seine Tätigkeit an der Prager Universität nicht wieder aufnehmen, da er Deutscher war und an deutschen Einrichtungen gewirkt hatte.
In der Folgezeit gab es lange Verhandlungen; 1948 wurde Freund infolgedessen als ordentlicher Professor und Direktor des Zoologieinstituts an der Universität Halle angestellt. Da ihm aber durch die SMAD wegen seiner jüdischen Abstammung zunächst die Einreise verboten wurde, konnte er die Tätigkeit erst im Herbst des Folgejahres aufnehmen, zunächst als Gastprofessor. 1950 erhielt er den vollen zoologischen Lehrstuhl, der seit fünf Jahren verwaist war.
In Halle, wo sich Freund als gut aufgenommen fühlte, bemühte er sich, das Institut zu reorganisieren, indem er Museums-, Forschungs- und Lehrbetrieb voneinander trennte. Er errichtete einen neuen Hörsaal und zwei neue Kursräume. Außerdem fungierte er in der DDR im Wissenschaftswesen, so war er biologisches Beiratsmitglied im Staatssekretariat für Hoch- und Fachschulwesen.
Mit der SED stritt Freund darüber, wie das Studium zu gestalten sei. Er forderte höhere Freiheiten für Studenten. Aus diesen politischen Einstellungen folgend erhielt er kein Visum, um nach Prag reisen zu dürfen, weshalb er seine Ämter neben der Professur und der Direktur 1952 aufgab. Im nächsten Jahr verstarb Freund an Lungenkrebs, erreichte somit ein Alter von 75 Jahren. Im Jahr 1953 wurde Freund zum Mitglied der Leopoldina gewählt. Im Jahr 1998 wurde er Ehrenbürger der Stadt Postelberg.

## Wirken
Freund setzte sich bei seiner Forschung mit der vergleichenden Anatomie der Wirbeltiere, besonders der Fische, auseinander, hauptsächlich auch mit praktischer Biologie. Außerdem gab er mit anderen die Zeitschrift für Tierzucht heraus, er veröffentlichte Aufsätze, die über Parasitenkunde, speziell beispielsweise über Würmer und Läuse handeln.
Freunds Wirken am Hallischen Zoologischen Institut beendete eine Phase nach dem Zweiten Weltkrieg, in der am Institut fachkompetente, aber entnazifizierte Bewerber fehlten.

## Werke
- Die Osteologie der Halicoreflosse (Dissertation 1901)
- Beiträge zur Entwicklungsgeschichte des Schädels von Halicore dugong (Habilitationsschrift 1908)
- Die Literatur über die Tierwelt Böhmens, Prag 1917
- Die Parasiten, parasitären und sonstigen Krankheiten der Pelztiere, 1930